# Petermann Ketten
Petermann Ketten är en bergskedja i Antarktis. Den ligger i Östantarktis. Norge gör anspråk på området.